# Eleanor Aldridge
Eleanor Aldridge, MBE (* 29. Dezember 1996 in Poole) ist eine britische Kitesurferin.

## Erfolge
Eleanor Aldridge gewann ihre ersten internationalen Medaillen bei den Europameisterschaften 2019 in Oristano, als sie im Einzel die Silbermedaille und in der gemischten Staffel mit Connor Bainbridge sogleich den Titel gewann. Aldridge und Bainbridge verteidigten diesen Titel erfolgreich ein Jahr darauf am Traunsee. 2020 wurde Aldridge außerdem in Puck ein weiteres Mal Vizeeuropameisterin im Einzel. In Portsmouth gelang ihr schließlich 2023 der erste Titelgewinn bei Europameisterschaften in der Einzelkonkurrenz. Darüber hinaus wurde sie sowohl 2023 in Den Haag als auch 2024 in Hyères Vizeweltmeisterin.
Bei den Olympischen Spielen in Paris wurden in der Qualifikation aufgrund schwacher Windbedingungen nur sechs von 16 Wettfahrten durchgeführt, von denen Aldridge eine gewann. Mit zwölf Punkten qualifizierte sie sich als zweitbeste Surferin direkt für das Finale, in das sie einen Wertungspunkt mitnahm. Dort gelangen ihr in zwei Wettfahrten zwei Siege, womit sie die notwendigen drei Punkte für den Gesamtsieg erreichte und damit als Olympiasiegerin die Goldmedaille gewann. Die Französin Lauriane Nolot sicherte sich dahinter mit zwei Siegpunkten die Silbermedaille, während Annelous Lammerts aus den Niederlanden Bronze erhielt.
Für ihren olympischen Medaillengewinn wurde Aldridge Anfang 2025 zum Member des Order of the British Empire ernannt.